# Jugoslavia ai Giochi della XXIII Olimpiade
La Jugoslavia partecipò ai Giochi della XXIII Olimpiade, svoltisi a Los Angeles, Stati Uniti, dal 28 luglio al 12 agosto 1984, con una delegazione di 139 atleti impegnati in sedici discipline.

## Medaglie
| Medaglia | Nome       | Sport         | Evento          |
| -------- | ---------- | ------------- | --------------- |
| Oro      | Jugoslavia | Pallanuoto    | Torneo maschile |
| Bronzo   | Jugoslavia | Pallacanestro | Torneo maschile |

## Risultati

### Pallacanestro
- Uomini

| Atleta | Classifica |
| --- | ---------- |
| V · D · M Nazionale jugoslava - Pallacanestro ai Giochi della XXIII Olimpiade - Torneo maschile 4 D. Petrović · 5 A. Petrović · 6 Zorkić · 7 Žižić · 8 Sunara · 9 Mutapčić · 10 Hadžić · 11 Knego · 12 Radovanović · 13 Nakić · 14 Dalipagić · 15 Vukičević · All. Mirko Novosel | Bronzo     |
| Nazionale jugoslava - Pallacanestro ai Giochi della XXIII Olimpiade - Torneo maschile |            |
| 4 D. Petrović · 5 A. Petrović · 6 Zorkić · 7 Žižić · 8 Sunara · 9 Mutapčić · 10 Hadžić · 11 Knego · 12 Radovanović · 13 Nakić · 14 Dalipagić · 15 Vukičević · All. Mirko Novosel                                                                                                 |            |

- Donne

| Atleta | Classifica |
| --- | ---------- |
| V · D · M Nazionale jugoslava - Pallacanestro ai Giochi della XXIII Olimpiade - Torneo femminile 4 Ožegović · 5 Šuka · 6 Komnenović · 7 Počeković · 8 Vangelovska · 9 Pečikoza · 10 Golić · 11 Dornik · 12 Majstorović · 13 Perazić · 14 Dekleva · 15 Uzelac · All. Milan Vasojević | 6°         |
| Nazionale jugoslava - Pallacanestro ai Giochi della XXIII Olimpiade - Torneo femminile |            |
| 4 Ožegović · 5 Šuka · 6 Komnenović · 7 Počeković · 8 Vangelovska · 9 Pečikoza · 10 Golić · 11 Dornik · 12 Majstorović · 13 Perazić · 14 Dekleva · 15 Uzelac · All. Milan Vasojević                                                                                                  |            |

### Pallanuoto
| Atleta | Classifica |                       |
| --- | --- | --------------------- |
| V · D · M Nazionale maschile jugoslava di pallanuoto · Giochi olimpici - Los Angeles 1984 1 Krivokapić · 2 Lušić · 3 Petrović · 4 Vuletić · 5 Đuho · 6 Roje · 7 Bebić · 8 Bukić · 9 Sukno · 10 Paškvalin · 11 Milanović · 12 Andrić · 13 Popović · CT : Ratko Rudić | Oro |                       |
| Nazionale maschile jugoslava di pallanuoto · Giochi olimpici - Los Angeles 1984 | |                       |
| 1 Krivokapić · 2 Lušić · 3 Petrović · 4 Vuletić · 5 Đuho · 6 Roje · 7 Bebić · 8 Bukić · 9 Sukno · 10 Paškvalin · 11 Milanović · 12 Andrić · 13 Popović · CT: Ratko Rudić                                                                                            | 1 Krivokapić · 2 Lušić · 3 Petrović · 4 Vuletić · 5 Đuho · 6 Roje · 7 Bebić · 8 Bukić · 9 Sukno · 10 Paškvalin · 11 Milanović · 12 Andrić · 13 Popović · CT: Ratko Rudić | Jugoslavia (bandiera) |